# Ozonolyse
Ozonolyse of ozonisatie is een chemische reactie waarbij een dubbele binding koolstof-koolstof wordt gesplitst onder invloed van ozon (O3), met de vorming van dubbele bindingen koolstof-zuurstof (carbonylgroepen); het algemene reactieschema is dus
Met ozonolyse kan men alkenen omzetten in alcoholen, aldehyden, ketonen of carbonzuren. De uitkomst van de reactie hangt af van de reactieomstandigheden en de gebruikte reagentia.
Ozonolyse werd vroeger gebruikt bij de structuuranalyse van organische verbindingen. Ze werden met ozonolyse gesplitst in kleinere verbindingen die makkelijker te analyseren waren en waaruit de structuur van de oorspronkelijke stof kon afgeleid worden. De methode wordt toegeschreven aan de Duitse chemicus Carl Dietrich Harries (1866-1923), die ze gebruikte om de structuur van natuurrubber (polyisopreen) te bepalen. Ze is nu achterhaald door moderne spectroscopietechnieken.

## Reactiemechanisme
Het mechanisme van de ozonolyse van alkenen is in 1953 beschreven door de Duitse chemicus Rudolf Criegee (1902-1975). De onverzadigde verbinding en ozon vormen in een 1,3-dipolaire cycloadditiereactie een primair ozonide of 1,2,3-trioxolaan, dat men molozonide noemt. Deze onstabiele verbinding valt uiteen, door splitsing van de C-C-binding en een O-O-binding, in een carbonyloxide en een carbonylverbinding. Deze beide gaan opnieuw een 1,3-dipolaire cycloadditiereactie aan tot een secundair, stabieler ozonide (1,2,4-trioxolaan).

mechanisme van ozonolyse

Een typische werkwijze is om ozon te borrelen door een oplossing van het alkeen tot het volledig is omgezet in het secundaire ozonide. De reactie verloopt het best bij lage temperaturen (ca. -70 °C). Daarna voegt men een reagens toe om het ozonide om te zetten in carbonylverbindingen. Door eenvoudige hydrolyse verkrijgt men de twee carbonylverbindingen zoals in de figuur is aangegeven. Daarbij ontstaat wel waterstofperoxide, dat de producten verder kan oxideren. In reductieve omstandigheden verkrijgt men alcoholen (met bv. natriumboorhydride) of ketonen of aldehyden (met bv. trifenylfosfine); in oxidatieve omstandigheden (met waterstofperoxide) verkrijgt men carbonzuren.

## Ozonolyse in rubber
Atmosferische ozon is ook in staat om dubbele koolstof-koolstofbindingen in natuurlijk of synthetisch rubber te verbreken en deze ozonolyse leidt tot het ontstaan van barsten aan het oppervlak van rubberbanden e.d. Om dit fenomeen tegen te gaan voegt men tegenwoordig aan het rubbermengsel antiozonanten toe. Veel gebruikte antiozonanten zijn afgeleid van p-fenyleendiamine, zoals IPPD (N-isopropyl-N'-fenyl-p-fenyleendiamine) of 6PPD (N-(1,3-dimethylbutyl)-N'-fenyl-p-fenyleendiamine).